# Orquestra de Sopros de Pindoretama
A Orquestra de Sopros de Pindoretama é uma orquestra mantida por uma ONG (AAMARTE) e atua como escola de música, formando instrumentistas de sopro e percussão em Pindoretama, no interior do Ceará.
O grupo, que tem como integrantes alunos das escolas públicas da região, já se apresentou em Festivais de Música em Pinneberg, Lübeck, Kiel, Widel e Hamburgo, na Alemanha. Em 2006 a Orquestra de Sopros de Pindoretama tocou na programação cultural da Copa do Mundo de Futebol.